# Balizac
Balizac är en kommun i departementet Gironde i regionen Nouvelle-Aquitaine i sydvästra Frankrike. Kommunen ligger i kantonen Saint-Symphorien som tillhör arrondissementet Langon. År 2022 hade Balizac 520 invånare.

## Befolkningsutveckling
Antalet invånare i kommunen Balizac
Referens:INSEE